# Барсова Валерія Володимирівна
Вале́рія Володи́мирівна Ба́рсова (нар. 13 червня 1892 — пом. 13 грудня 1965) — російська радянська співачка (лірико-колоратурне сопрано), народна артистка СРСР (1937). Сталінська премія, 1941.

## З життєпису
1917 року вперше вийшла на сцену в Оперному театрі Зиміна.
Закінчила Московську консерваторію (1919).
1920—48 — солістка Державного академічного Великого театру СРСР.
Член КПРС з 1940.
Головні партії: Антоніда, Людмила («Іван Сусанін», «Руслан і Людмила» Глінки), Снігуронька («Снігуронька» Римського-Корсакова), Віолетта («Травіата» Верді) та ін.
Гастролювала в СРСР і за кордоном.